# C12H12N2O2
化学式C12H12N2O2（摩尔质量：216.24 g/mol）可以指：
- 环唑酮，CAS号：14461-91-7
- 环甲基色氨酸，CAS号：42438-90-4
- 6-乙酰氨基-4-羟基-2-甲基喹啉，CAS号：1140-81-4
- 4-安替比林甲醛，CAS号：950-81-2

|  | 这个同类索引页列出了具有相同分子式的化学物（即同分異構體）条目。 除非您是有意链接至本页，否则应将相应条目的内部链接指向正确的条目。 |